# Ghost of a Rose
Ghost of a Rose är Blackmores Nights fjärde studioalbum, som släpptes sommaren 2003.

## Låtlista
1. Way To Mandalay
2. Black Crows
3. Diamonds And Rust*
4. Cartouche
5. Queen For A Day (part 1)
6. Queen For A Day (part 2)
7. Ivory Tower
8. Nur Eine Minute
9. Ghost Of A Rose
10. Mr.peagram's Morris And Sword
11. Loreley
12. Wherew Are We Going From Here
13. Rainbow Blues#
14. All For One
15. Dandelion Wine
16. Mid winter's night(Live acoustic version)inspelad Solingen, Germany**
17. Way To Mandalay**

Joan Baez cover*
Jethro Tull cover#
Special edition Digi Pack**